# Raoul Lesueur
Raoul Lesueur (ur. 29 kwietnia 1912 w Le Havre – zm. 19 sierpnia 1981 w Vallauris) – francuski kolarz torowy i szosowy, trzykrotny medalista torowych mistrzostw świata.

## Kariera
Pierwszy sukces w karierze Raoul Lesueur osiągnął w 1931 roku, kiedy zwyciężył w szosowym wyścigu w La Turbie. W 19364 roku wygrał wyścig Nicea - Annot - Nicea, a w latach 1935 i 1937 był najlepszy w wyścigu Genua - Nicea. W 1947 roku wystartował na torowych mistrzostwach świata w Paryżu, gdzie zwyciężył w wyścigu ze startu zatrzymanego zawodowców. Wynik ten powtórzył na rozgrywanych trzy lata później mistrzostwach świata w Liège. W międzyczasie zdobył również brązowy medal w tej konkurencji - na mistrzostwach świata w Kopenhadze był trzeci za Włochem Elią Frosio oraz Holendrem Janem Pronkiem. Wielokrotnie zdobywał medale torowych mistrzostw Francji, w tym złoty w swej koronnej konkurencji w 1949 roku. Nigdy nie wystąpił na igrzyskach olimpijskich.